# 허시-체이스 실험
허쉬-체이스 실험(영어: Hershey–Chase experiment)은 1952년 앨프리드 허쉬와 마사 체이스가 박테리오파지를 이용하여 DNA가 유전물질임을 증명한 실험이다.

## 실험 개요

T2 박테리오파지의 구조

1952년 이 실험이 있기 전까지 유전학에서는 DNA를 유전물질의 강력한 후보로 생각하기는 하였으나 확증하지는 못하고 있었다. DNA 이외에 단백질이 유전물질의 후보로 지목되고 있었다. 허시와 체이스는 DNA와 단백질 가운데 어떤 것이 유전물질인지를 확인하기 위해 다음과 같이 실험을 진행하였다.
- 모델 생물: 허시와 체이스는 실험에 이용되는 모델 생물로 박테리오파지 T2와 대장균을 선택하였다. 박테리오파지는 대장균과 같은 세균에 침투하는 바이러스의 일종이다.
- 지시 물질: 실험의 결과를 확인하기 위해 방사성 동위원소를 사용하였다. 실험의 개요를 설명한 그림의 위쪽 실험은 인의 동위 원소인 P32를 함유한 배지를 사용하여 박테리오 파지의 DNA에 방사성 표지를 달았다. 아래 실험에서는 단백질에 방사성 표지를 달기 위해 황의 동위 원소인 S35를 사용하였다.
- 첫 번째 실험: 두 방사성 원소를 사용한 실험은 다음과 같이 진행되었다.
  - 대장균을 박테리오파지에 노출시켜 감염시킨다.
  - 주방용 믹서를 이용하여 대장균은 터트리지 않고 대장균에 침투하지 못한 박테리오 파지를 걸러낸다.
  - 원심분리기를 이용하여 대장균을 분해한다.
  - 원심분리의 결과 P32는 대부분 DNA에서 발견되고 S35는 대부분 단백질에서 발견됨을 확인하였다.
- 두 번째 실험: 박테리오파지에 감염된 대장균을 여러 세대에 걸쳐 배양한 후 다시 한 번 원심분리기로 분리하였다.
  - 방사성 표지를 단 박테리오파지 T2에 감염된 대장균을 여러 세대 배양한다.
  - 이후에 대장균을 원심분리기로 분리하여 방사성 표지를 확인한다.
  - 여러 세대가 지난후 대장균에서 P32가 여전히 검출되었으나 S35는 검출되지 않았다.
- 이로써 유전물질은 DNA라는 것이 증명되었다.

허시는 이 실험의 공로로 1969년 노벨 생리학·의학상을 수상하였다.

## 실험 논문
- Hershey, A.D. and Chase , M. (1952) Independent functions of viral protein and nucleic acid in growth of bacteriophage. J Gen Physiol. 36:39–56.